# Mã bưu điện Hoa Kỳ

Ông ZIP khuyến khích việc sử dụng mã ZIP cho Cục Bưu điện Hoa Kỳ trong thập niên 1960 và 1970.

Mã bưu điện Hoa Kỳ hay mã ZIP (tiếng Anh: ZIP code) là một hệ thống mã bưu chính được Cục Bưu điện Hoa Kỳ sử dụng từ năm 1963. Từ ZIP gồm có ba chữ cái đầu của các từ tiếng Anh Zone Improvement Plan (tạm dịch là Kế hoạch cải tiến vùng),, được viết hoa và được chọn để chỉ rằng thư tín sẽ lưu thông càng hữu hiệu hơn và vì thế nhanh hơn nếu người gởi thư sử dụng bộ mã này trong địa chỉ bưu điện. Hình thức cơ bản của bộ mã bưu điện này gồm có năm chữ số thập phân. Bộ mã mở rộng ZIP+4 được giới thiệu vào thập niên 1980 gồm có năm chữ số ban đầu, một dấu gạch ngang, và thêm bốn chữ số nữa để xác định vị trí chính xác hơn so với bộ mã ZIP gồm 5 chữ số đơn độc. Thuật ngữ ZIP code ban đầu được đăng ký độc quyền như là con dấu dịch vụ của Cục Bưu điện Hoa Kỳ nhưng hiện nay nó đã hết hạn.
Mã ZIP chỉ ấn định điểm đưa thư tín bên trong lãnh thổ của Hoa Kỳ, các nơi nằm trong khu vực thẩm quyền của Hoa Kỳ cũng như những nơi đóng quân của Quân đội Hoa Kỳ. Không có mã ZIP dành riêng cho thư tín lưu thông đến các nơi ở ngoại quốc (trừ trường hợp các đơn vị quân sự Hoa Kỳ đóng quân bên ngoài Hoa Kỳ), vì thế thư tín gởi quốc tế không có phần mã ZIP trên địa chỉ giao thư. Hàng cuối cùng trong địa chỉ ngoại quốc chỉ có duy nhất tên của quốc gia mà thư tín đến.

## Bối cảnh

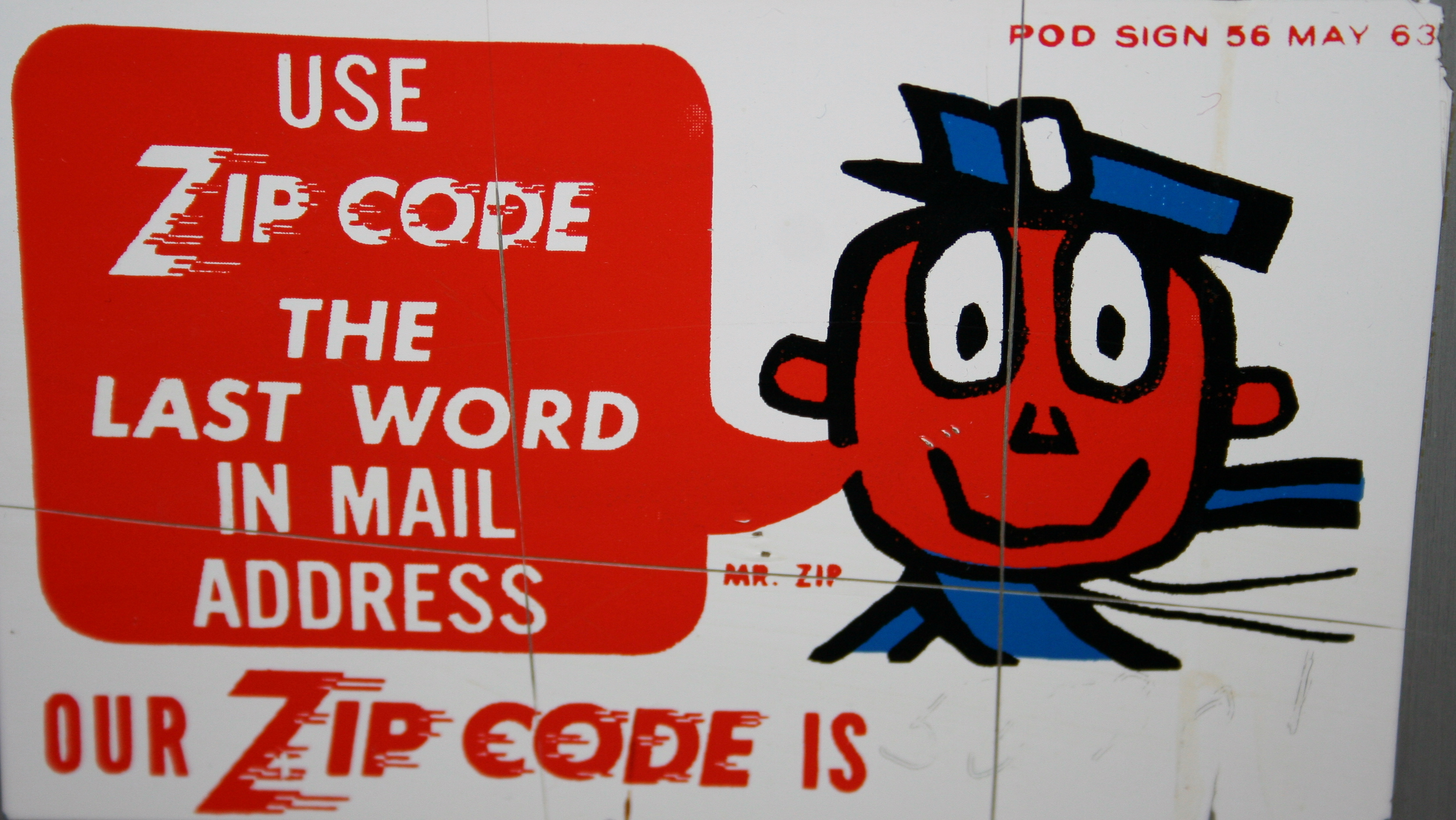
Biển quảng cáo năm 1963 của Bưu điện Hoa Kỳ khuyến khích việc sử dụng mã ZIP

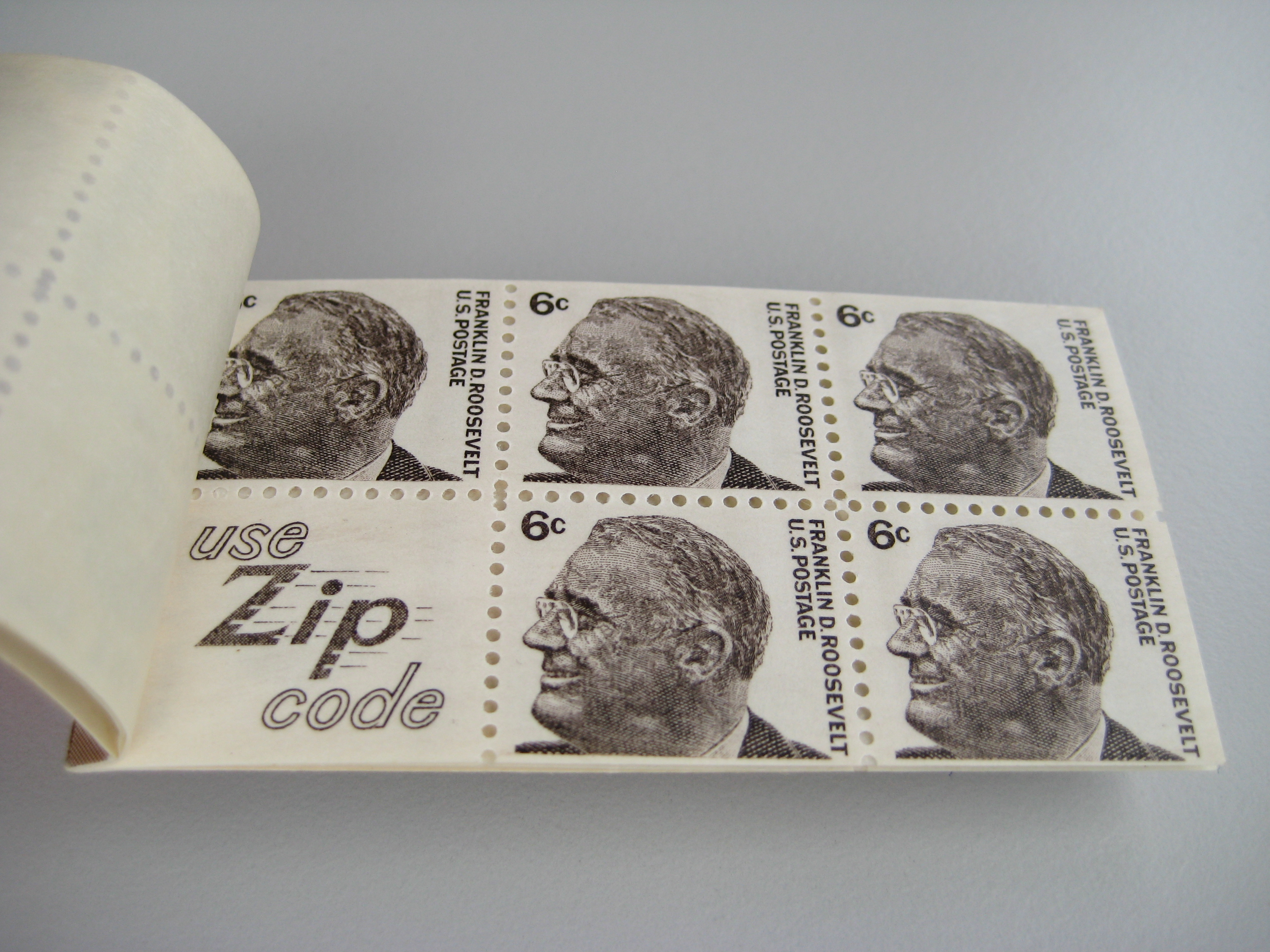
Nhãn "Use Zip code" cũng được dùng để khuyến khích việc sử dụng mã ZIP.

Bộ Bưu điện Hoa Kỳ (USPOD) triển khai các vùng bưu điện cho các thành phố lớn vào năm 1943. Ví dụ:
Ông John Smith
3256 Epiphenomenal Avenue
Minneapolis 16, Minnesota.
"16" là con số của vùng bưu điện nằm trong thành phố.
Vào đầu thập niên 1960, Bưu điện Hoa Kỳ cần một hệ thống mã hóa tổng thể hơn. Ngày 1 tháng 7 năm 1963, các mã ZIP không bắt buộc, được giới thiệu trên toàn Hoa Kỳ. Ngay cùng lúc mã ZIP được giới thiệu thì tên viết tắt của các tiểu bang gồm có hai chữ cái cũng được giới thiệu. Hai chữ cái tên viết tắt của các tiểu bang đều được viết hoa. Lý do tên tiểu bang viết tắt gồm hai chữ cái được sử dụng là vì người ta nghĩ rằng nếu một cái tên thành phố dài đi cùng tên viết tắt gồm nhiều chữ cái (Ví dụ Mass. để chỉ tiểu bang Massachusetts) thì quá dài đối với những nhãn in sẵn địa chỉ được dán trên các tạp chí khi mã ZIP được thêm vào. Robert Moon, một nhân viên bưu điện được xem là cha đẻ của mã ZIP đã đưa ra đề nghị vào năm 1944 trong khi làm một nhân viên thanh tra bưu điện.
Bưu điện Hoa Kỳ chỉ ghi nhận công lao của Moon đối với ba chữ số đầu tiên của mã ZIP được dùng để chỉ trung tâm xử lý và phân phối. Một trung tâm xử lý và phân phối như thế có nhiệm vụ lựa thư tín cho tất cả các trạm bưu điện mà mã ZIP của chúng có ba chữ số đầu tiên trùng với ba chữ số của trung tâm xử lý và phân phối đó. Thư tín sau đó sẽ được lựa theo hai chữ chữ số cuối cùng của mã ZIP và gởi đến các trạm bưu điện tương ứng trong sáng sớm. Các trung tâm xử lý và phân phối không làm nhiệm vụ đưa thư và cũng không mở cửa đối với công chúng (mặc dù tòa nhà như thế có thể gồm có một trạm bưu điện mở cửa cho công chúng), và đa số nhân viên làm việc ở đây vào ca đêm. Thư tín được nhận tại các trạm bưu điện và sau đó được đưa đến các trung tâm xử lý và phân phối trong buổi trưa. Tại đây thư tín được lựa trong đêm.

### ZIP+4
Năm 1983, Cục Bưu điện Hoa Kỳ bắt đầu sử dụng hệ thống mã ZIP mở rộng được gọi là ZIP+4, thường được gọi là "plus-four codes" (mã cộng bốn), "add-on codes" (mã thêm vào), hay "add ons" (thêm vào).
Mã ZIP+4 sử dụng mã cơ bản gồm năm chữ số cộng thêm bốn chữ số để phân biệt một phần địa lý bên trong một khu vực giao thư tín có năm chữ số, ví dụ như một dãy phố, một nhóm chung cư, một nơi cá biệt nào đó nhận số lượng nhiều thư tín hay bất cứ đơn vị nào khác cần có một sự phân biệt rõ ràng hơn để giúp lựa và giao thư tín hữu hiệu hơn. Nhưng những cố gắng ban đầu nhằm khuyến khích sử dụng đại trà phương thức mới này đã bị công chúng phản đối và vì thế ngày nay việc sử dụng mã ZIP+4 không bắt buộc.